# Байкаускайте, Лаймуте
Лаймуте Байкаускайте (лит. Laimutė Baikauskaitė, род. 10 июня 1956 года, Гайделяй, Клайпедский уезд, Литовская ССР, СССР) — советская литовская легкоатлетка, серебряный призёр Олимпийских игр 1988 года в беге на 1500 метров. Действующая рекордсменка Литвы на дистанции 1500 метров (4:00,24).

## Карьера
На Олимпиаде в Сеуле в 1988 году Лаймуте участвовала в забеге на 1500 метров. В финале к финишу Байкаускайте пришла второй, проиграв почти 7 секунд румынке Пауле Иван, которая установила ныне действующий олимпийский рекорд. В борьбе за серебро Лаймуте установила личный рекорд и рекорд Литвы (4:00,24) и на 0,06 сек опередила чемпионку мира 1987 года на этой дистанции Татьяну Самоленко из СССР и на 0,40 сек Кристину Кэхилл из Великобритании.
Серебряный призёр чемпионата СССР в беге на 800 метров в 1980 году.